# Influenzavirus A subtipo H5N1

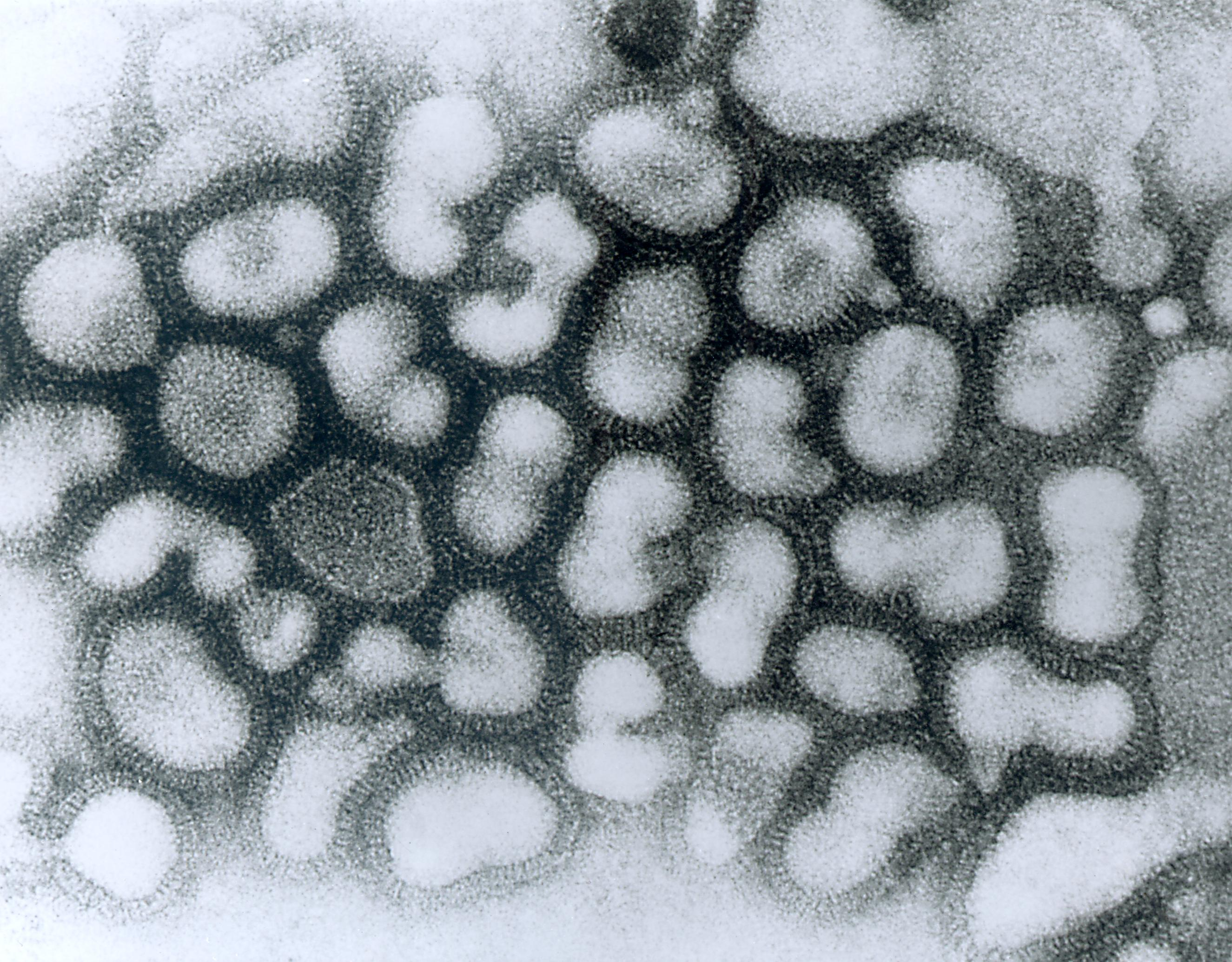
Influenza A virus, el virus que causa la gripe aviar. Micrografía electrónica de transmisión de viriones en tinción negativa (claros sobre fondo oscuro). (Fuente: Dr. Erskine Palmer, Imagen de los Centros para el Control y la Prevención de Enfermedades).

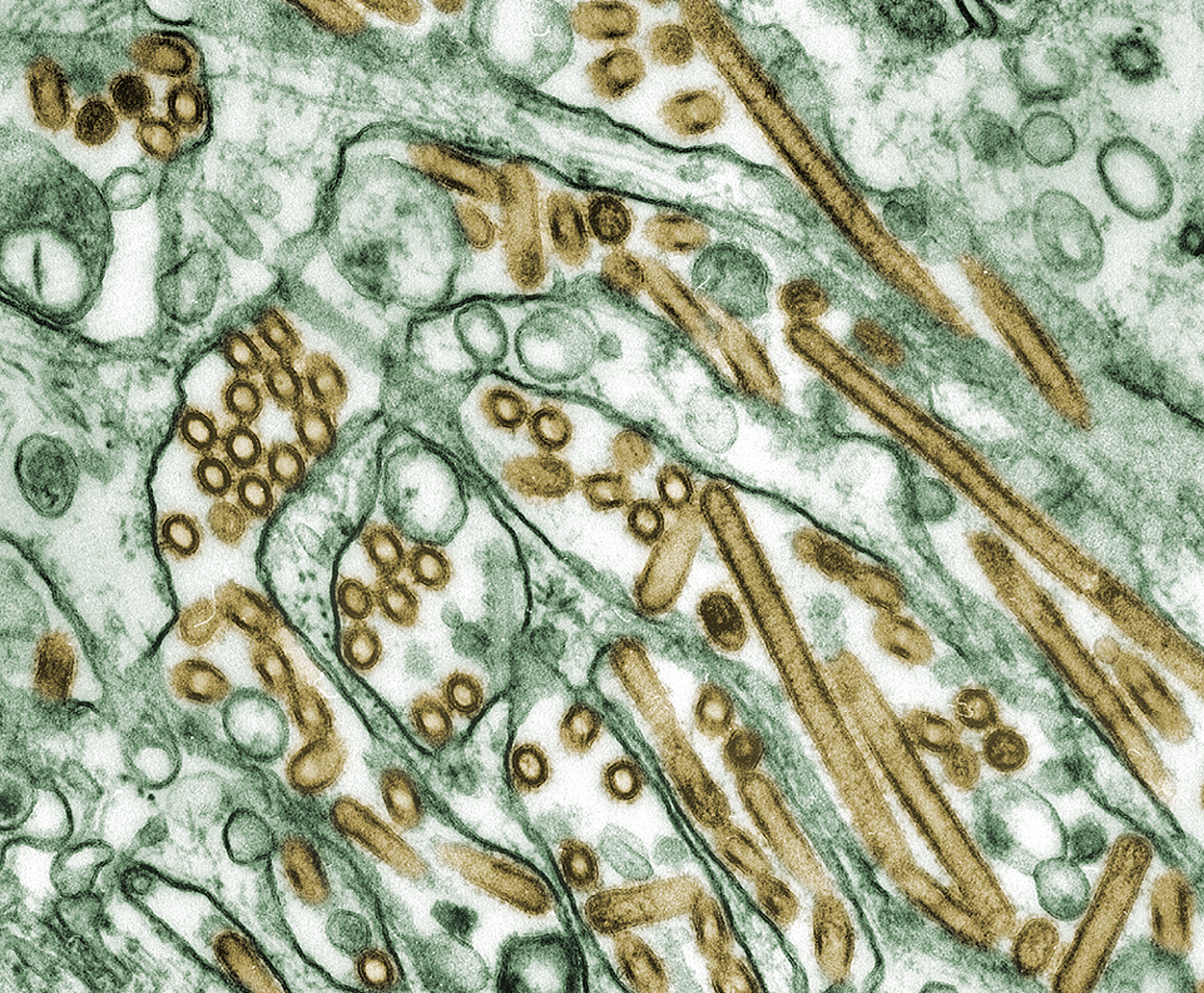
Influenza A H5N1 (dorado) creciendo en células MDCK (verde).

H5N1 es una cepa altamente patógena de gripe aviar. La primera aparición de este tipo de gripe en humanos se dio en 1997 en Hong Kong. La infección en humanos coincidió con una epidemia de gripe aviaria, causada por la misma cepa, en la población de pollos en Hong Kong.  El nombre H5N1 se refiere al tipo de los antígenos de superficie presentes en el virus: hemaglutinina tipo 5 y neuraminidasa tipo 1.
Las aves son el reservorio natural del virus. Normalmente el virus es transportado en el intestino de las aves, y no son letales. Sin embargo, esta variante ha mutado a la más letal de las cepas de virus de la gripe existente. Las mutaciones son normales y ya han pasado con anterioridad, como la pandemia por gripe causada en 1918 conocida como gripe española, una variante de H1N1 en la que murieron entre 50 y 100 millones de personas en todo el mundo.
A pesar de que hasta hace poco se creía que los mamíferos se infectaban del virus por medio del contacto con aves infectadas, hay evidencia creciente para pensar que H5N1 se puede propagar también de manera  directa entre mamíferos.
Hasta octubre de 2005 solo se habían notificado alrededor de 200 personas infectadas por el H5N1, pero su tasa de mortalidad fue muy elevada (por encima del 59 %). Trece países de Asia y Europa se han visto afectados, y más de 120 millones de aves han muerto, han sido sacrificadas o puestas en cuarentena.
El 26 de diciembre de 2005, científicos chinos aseguraron que habían sintetizado la primera vacuna activa del mundo para aves contra el virus letal H5N1 de la gripe aviar, útil también contra la enfermedad de Newcastle. . Sin embargo, actualmente no existe ninguna vacuna comercial que pueda prevenir el contagio de esta enfermedad. 
La cepa ha sido llamada HPAI A/H5N1 que significa Subtipo H5N1 del virus de la influenza aviar tipo A, altamente patógeno por sus siglas en inglés; este es el virus responsable de la gripe H5N1 comúnmente llamada gripe aviar.
Debido a la alta letalidad y virulencia del virus HPAI A/H5N1, su presencia endémica, el creciente número de organismos hospedadores y a su capacidad de sufrir mutaciones significativas, el virus se ha convertido en la mayor amenaza de pandemia a nivel mundial, y se han destinado miles de millones de dólares en su investigación y para la preparación de una posible pandemia de gripe aviar altamente patógena.
El virus HPAI A/H5N1 pertenece al género Influenzavirus A, y a su vez a la familia Orthomyxoviridae. Es, por tanto, un virus de 90 a 120 nm de diámetro, que posee una envoltura de capa lipídica derivada de la membrana plasmática de la célula en que el virus se replica, con una cápside de simetría  helicoidal que protege el genoma de 13.6 kilobases. 
El material genético se compone por una sola cadena lineal de ARN, de sentido negativo (es decir, de sentido contrario o complementaria al ARNm que se sintetizará), dividida en 8 segmentos que contienen la información de 10 genes. Cada segmento se encuentra protegido por una nucleocápside, formada estructuralmente por un segmento de ARN, varias moléculas de nucleoproteínas, y el complejo ARN polimerasa más enzimas asociadas necesarias para la síntesis del ARNm viral. 
Los genes, en orden del segmento de ARN en que se encuentran, son los siguientes: PB2, PB1, PA, HA, N, NA, M1/M2, y NS1/NS2. 
Los segmentos, a su vez, se organizan según el tipo de producto de los genes: glicoproteínas de superficie, proteínas internas y componentes del complejo polimerasa.

## Transmisión e infección
Aves infectadas transmiten el H5N1 a través de la saliva, secreciones nasales y fecales. Otras aves pueden contagiarse mediante el contacto directo con estas secreciones o cuando entran en contacto con superficies contaminadas con este material.  Debido a las prácticas migratorias de los portadores del virus H5N1, es posible que se haya diseminado en todo el mundo.
Las epidemias anteriores de gripe aviar se han originado típicamente en condiciones de sobrepoblación del sudeste y este asiático, donde humanos, cerdos y aves de corral viven en espacios cerrados.  En estas condiciones un virus puede mutar en uno más propicio para infectar humanos.
La mayoría de los casos de H5N1 han sido notificados en el sudeste y este asiáticos. Una vez que se detecta una epidemia, las autoridades locales normalmente ordenan el sacrificio masivo de aves y animales infectados.  Si esto es llevado a cabo con suficiente rapidez, es posible evitar una crisis mayor.  Sin embargo, la Organización Mundial de la Salud ha expresado preocupación porque no todos los países están notificando las epidemias con tanto detalle como deben. China, por ejemplo, ha negado en el pasado epidemias de SARS y VIH.

### Síntomas
En los humanos, dado que el H5N1 es un virus de influenza, los síntomas pueden aparecer como de una gripe común, con fiebre, tos, garganta reseca y mialgia.  Sin embargo, en casos más graves se pueden desarrollar neumonía y otros problemas en el aparato respiratorio; en algunos casos puede provocar la muerte. Para el 5 de julio de 2013 se habían confirmado 633 casos de gripe aviar de los cuales fallecieron 377 (septiembre de 2013), es decir 59.5 %. Los pacientes infectados de H5N1 han presentado pocos casos de conjuntivitis, a diferencia de los casos humanos del virus H7.
El último caso notificado de muerte por el virus H5N1 se dio en México el 8 de abril de 2025.

## Tratamiento
No existe un tratamiento muy eficaz para la gripe H5N1, pero oseltamivir (comercializado por Roche como Tamiflu), a veces puede inhibir la propagación del virus de la gripe dentro del cuerpo del usuario. Este fármaco se ha convertido en el foco de atención de algunos gobiernos y organizaciones que tratan de prepararse para una posible pandemia de H5N1. El 20 de abril de 2006, Roche AG anunció que una reserva de tres millones de ciclos de tratamiento de Tamiflu están esperando a disposición de la Organización Mundial de la Salud para ser utilizados en caso de una pandemia de gripe; por separado, Roche donó dos millones de cursos a la OMS para su uso en países en desarrollo que pueden verse afectados por una pandemia de este tipo pero que carecen de la capacidad de comprar grandes cantidades del medicamento.
Sin embargo, el experto de la OMS Hassan al-Bushra ha dicho:
"Incluso ahora, seguimos sin estar seguros de la efectividad real de Tamiflu. En cuanto a una vacuna, no se puede comenzar a trabajar en ella hasta que surja un nuevo virus, y prevemos que tomaría de seis a nueve meses desarrollarla. Por el momento, no podemos en modo alguno contar con una potencial vacuna para evitar la propagación de un contagioso virus de la influenza, cuyos diversos antecedentes en los últimos 90 años han sido altamente patogénicos".
Los estudios en animales y de laboratorio sugieren que Relenza (zanamivir), que pertenece a la misma clase de medicamentos que Tamiflu, también puede ser eficaz contra el H5N1. En un estudio realizado en ratones en 2000, "zanamivir demostró ser eficaz en el tratamiento de los virus de la influenza aviar H9N2, H6N1 y H5N1 transmisibles a los mamíferos". Además, los estudios en ratones sugieren que la combinación de zanamivir, celecoxib y mesalazina parece prometedora y produce una tasa de supervivencia del 50 % en comparación con la ausencia de supervivencia en el grupo de placebo. Si bien nadie sabe si el zanamivir será útil o no en una cepa pandémica aún por existir de H5N1, podría ser útil almacenar zanamivir y oseltamivir en caso de una pandemia de influenza H5N1. Ni el oseltamivir ni el zanamivir pueden fabricarse en cantidades que serían significativas una vez que comience la transmisión humana eficiente. En septiembre de 2006, un científico de la OMS anunció que los estudios habían confirmado casos de cepas H5N1 resistentes a Tamiflu y Amantadine. También han aparecido cepas resistentes a Tamiflu en la UE, que siguen siendo sensibles a Relenza.

## Aspectos genéticos

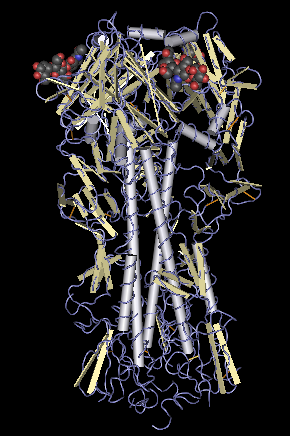
La H de H5N1 significa hemaglutinina, como se representa en este modelo molecular.

La primera cepa conocida de gripe aviar altamente patógena A(H5N1) (llamada A/chicken/Scotland/59) mató a dos bandadas de pollos en Escocia en 1959, pero esa cepa era muy diferente de la cepa altamente patógena del H5N1. La cepa dominante de la IAAP A(H5N1) en 2004 evolucionó de 1999 a 2002 creando el genotipo Z. También se la ha denominado "IAAP A(H5N1) de linaje asiático".
La IAAP A(H5N1) de linaje asiático se divide en dos clados antigénicos. "Clado 1" incluye aislados humanos y de aves de Vietnam, Tailandia y Camboya y aislados de aves de Laos y Malasia. Los virus del clado 2 se identificaron por primera vez en aves aisladas de China, Indonesia, Japón y Corea del Sur antes de propagarse hacia el oeste, Oriente Medio, Europa y África. Los virus del clado 2 han sido los principales responsables de las infecciones humanas por H5N1 que se produjeron durante finales de 2005 a 2006, según la OMS. Los análisis genéticos han identificado seis subclados del clado 2, tres de los cuales tienen una distribución geográfica distinta y han estado implicados en infecciones humanas:
Mapa
- Subclado 1, Indonesia
- Subclado 2, Europa, Oriente Medio y África (denominado EMA)
- Subclado 3, China[15][16][17]

Un estudio de 2007 centrado en el subclado EMA arrojó más luz sobre las mutaciones EMA. "Los 36 nuevos aislados de los que se informa aquí amplían enormemente la cantidad de datos de secuencias de genoma completo disponibles de aislados recientes de gripe aviar (H5N1). Antes de nuestro proyecto, GenBank sólo contenía otros 5 genomas completos de Europa para el periodo 2004-2006, y no contenía genomas completos de Oriente Medio o del norte de África. Nuestro análisis mostró varios hallazgos nuevos. En primer lugar, todas las muestras europeas, de Oriente Medio y africanas pertenecen a un clado distinto de otros clados asiáticos contemporáneos, todos los cuales comparten ascendencia con la cepa original de Hong Kong de 1997. Los árboles filogenéticos construidos a partir de cada uno de los 8 segmentos muestran una imagen coherente de 3 linajes, como ilustra el árbol HA de la Figura 1. Dos clados contienen exclusivamente cepas vietnamitas. Dos de los clados contienen exclusivamente cepas vietnamitas; el más pequeño de ellos, con 5 cepas, se denomina V1; el clado más grande, con 9 cepas, es el V2. Los 22 aislados restantes forman parte de un tercer clado claramente diferenciado, denominado EMA, que incluye muestras de Europa, Oriente Medio y África. Los árboles de los otros 7 segmentos muestran una topología similar, con los clados V1, V2 y EMA claramente separados en cada caso. Los análisis de todos los genomas completos de gripe (H5N1) disponibles y de 589 secuencias de HA situaron al clado EMA como distinto de los clados principales que circulan en la República Popular China, Indonesia y el sudeste asiático".